# Handelshögskola
En handelshögskola eller ekonomihögskola är en högskola, ett universitet eller en del därav som bedriver forskning och undervisning inom det ekonomiska området. De centrala akademiska disciplinerna är nationalekonomi och företagsekonomi, men ofta är även kringvetenskaper som ekonomisk historia, statistik och affärsjuridik representerade.

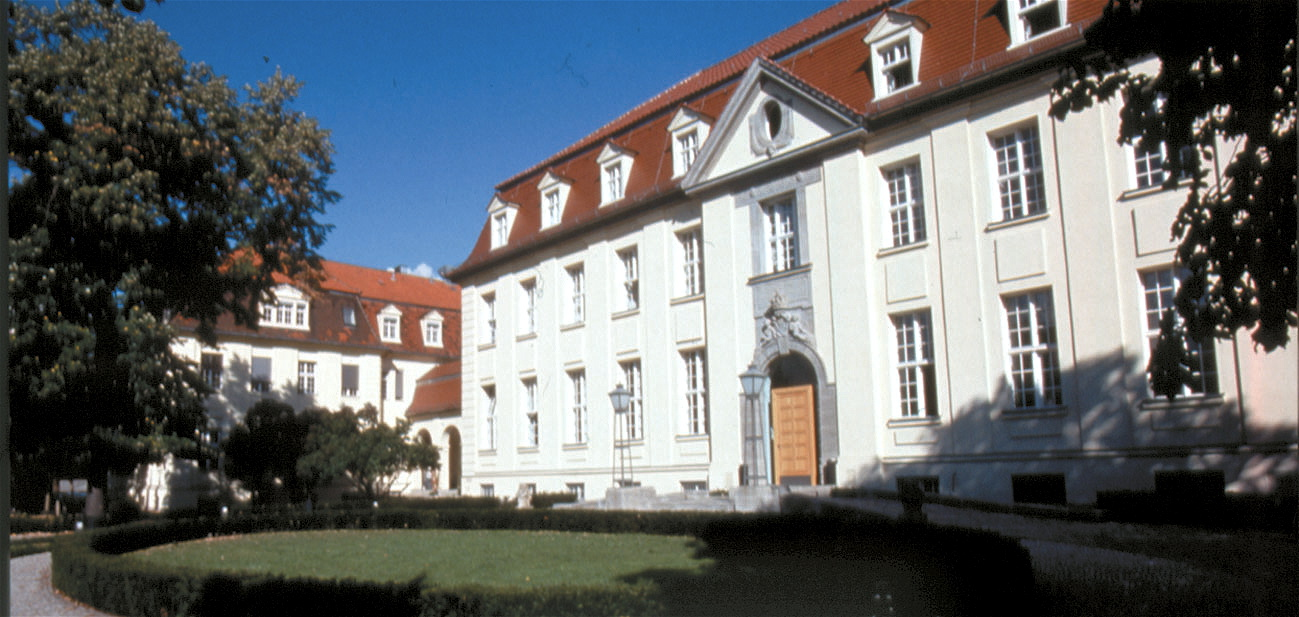
ESCP Business School anses vara världens första handelshögskola.

Världens äldsta handelshögskola grundades år 1819 som École Spéciale de Commerce et d’Industrie (numera ESCP Business School).

## Handelshögskolor i Sverige

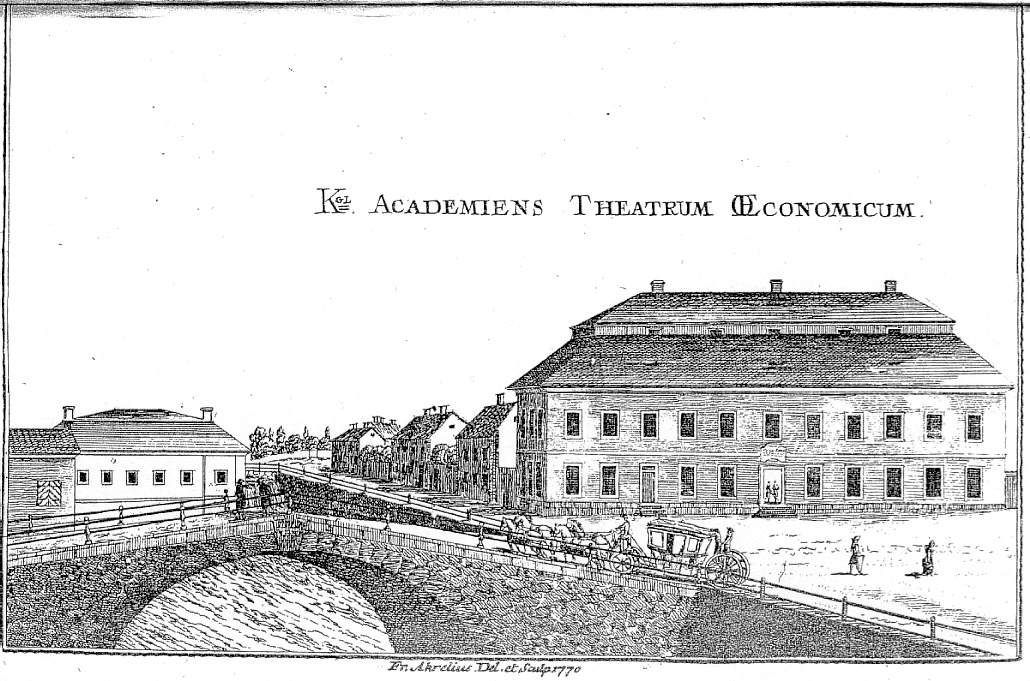
Theatrum Oeconomicum i Uppsala

Nordens första professur i ekonomi grundades som den fjärde i världen vid Uppsala universitet och Theatrum Oeconomicum 1741. Handelshögskolan i Stockholm som grundades 1909 var den första handelshögskolan i Sverige; samma år grundades även Svenska handelshögskolan i Helsingfors i Storfurstendömet Finland, en del av Ryska imperiet. Handelshögskolan i Göteborg grundades 1923 som en självständig högskola men är sedan 1971 del i Göteborgs universitet.
Sedan senare delen av 1900-talet har ett antal svenska universitet och högskolor samlat ekonomisk utbildning och forskning inom en intern handelshögskola. Så gjorde Umeå universitet 1989 och Högskolan i Jönköping 1994, Örebro universitet 2008 samt Karlstads universitet 2009. Vid flera andra svenska lärosäten har man valt benämningen ekonomihögskola, till exempel vid Lunds universitet, Växjö universitet och Mälardalens högskola. Även övriga universitet och större högskolor erbjuder ekonomiutbildningar och bedriver ekonomiskt inriktad forskning men utan att organisera en särskild fakultet eller intern handelshögskola.